# Calvaire de Malleville-les-Grès
Le Calvaire de Malleville-les-Grès est un monument situé à Malleville-les-Grès, en Normandie.

## Historique
La croix est datée du milieu du XVIIe siècle. 
Le monument est inscrit comme monument historique depuis le 3 février 1971.

## Description
Le calvaire est fait en grès.